# Rydhave

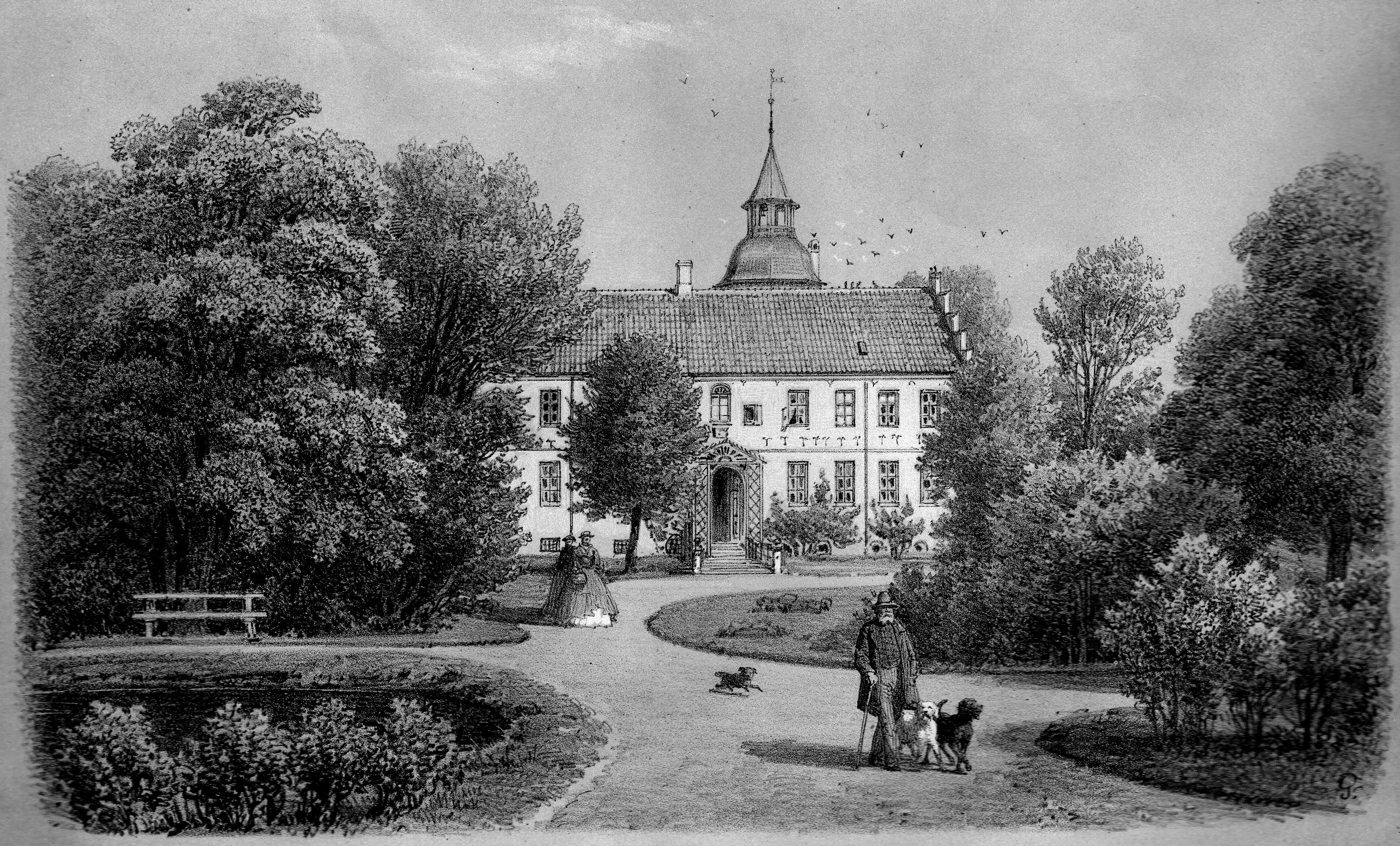
Rydhave slott.

Rydhave är ett slott på den norra delen av halvön Jylland i nordvästra Danmark. Slottet är beläget i Ryde socken i Holstebro kommun, mellan städerna Holstebro och Skive.
Slottet tillhörde i äldre tid Claus Maltesen Sehested, som dog som ståthållare på Ösel 1612. Det gick sedan i arv inom släkten Sehesteds ägo fram till 1800-talet, då det såldes till länsgreve Raben. Redan i slutet på 1700-talet hade man dock börjat sälja av delar av de underlydande godsen.